# Трита Аптья
Трита Аптья (др.-инд. Trita âptya; от санскр. tritás «третий» и санскр. âp «вода») — в ведийской мифологии второстепенное божество, упоминается в Ригведе 41 раз. Связан с Марутами, с Вайю и особенно с Индрой, которому он иногда помогает, а иногда действует вместо него, силой напитка Сомы победив змееморфного демона хаоса Вритру.

## Подвиги
Он упоминается как победитель демона Вритры (змееморфного демона хаоса) силой напитка Сомы, хотя обыкновенно этот подвиг приписывается Индре и прославляется как одно из его главных деяний. В этой победе ему и Индре помогали Маруты.
Трита Аптья, побуждаемый Индрой, убивает сына Тваштра — трёхголового асура Вишварупу («всеобразного») — и освобождает коров. Этот подвиг также приписывается Индре.

## Грозовой характер
В Ригведе сказано: когда срываются могучие Маруты и блестит молния, Трита гремит, и шумят воды. Светлый путь Марутов светится, когда появляется Трита. В одном из гимнов рассказывается, что ветры нашли Триту и просили его о помощи. Пламя Агни подымается, когда Трита, будто плавильщик металлов, дует на него в небесах и заостряет его в плавильном горне.

## Индуистские священные тексты
- В Ригведе Трита упоминается 40 раз в 29 гимнах, но среди них нет ни одного, посвященного только ему. Эпитет Аптья встречается рядом с именем Трита или вместо него — всего семь раз. Трита Аптья часто упоминается в связи с Индрой, несколько раз вместе с Марутами и с Сомой (как напитком и как божеством).
- В IX книге Ригведы Трита является в роли изготовителя Сомы; Трита очищает Сому, его пальцы выжимают тёмно-бурые капли (в виде камней) для питья Индре. Трите приписываются разные общие свойства богов: в нём сосредоточена вся мудрость, как ступица в колесе.
- В Атхарва-веде Трита изображается далёким богом, к которому переносятся преступления и сны.
- Тайтирия-Сангита рисует Триту как подателя долгой жизни (по мнению С. К. Булича, эта вторичная черта вытекает как следствие из образа Триты-изготовителя Сомы).
- В Брахманах говорится о Трите, как одном из трёх божеств — Эката (первый), Двита (второй) и Трита (третий) — рождённых водами (Аптья от санскр. âp = вода). Имени Триты (санскр. tritás = греч. τρίτος = третий) придан, очевидно, смысл числительного и, аналогично ему, произведены имена двух других братьев. Двита, впрочем, встречается уже в Ригведе.

## Мнения исследователей
Бедность данных породила разнообразие во взглядах учёных XIX века на этот мифологический образ.
- По мнению Макдонеля[1], Трита первично был одним из грозовых божеств, олицетворением молнии, небесного или воздушного огня, некогда принадлежавшим к семье световых богов Агни, Ваю или Индры и Сурьи.
- Рудольф фон Рот считал Триту богом ветров и воды[2].
- Гиллебрандт (англ. Alfred Hillebrandt) — богом светлого неба[3].
- По мнению Перри, Трита — бог бури, более древний, чем Индра[4].
- Пишель, считавший его раньше[5] богом вод и моря, впоследствии[6] высказал мнение, что Трита — обожествлённый целитель-человек.
- Гарди (нем. Edmund Hardy (Religionswissenschaftler)) видел в Трите лунное божество[7].

## Аналогии в «Авесте»
По мнению С. К. Булича, древность Триты несомненно доказывается присутствием в «Авесте» целого ряда аналогичных черт. Вместо Триты там является Срита (авест. Thrita), но не бог, а человек. В одном месте он изображается как третий человек, приготовивший Хаому (= Сома) для телесного мира; а вторым человеком был Асвья (авест. Atroya = Aptya). В другом месте (книга Авесты «Вендидад», XX, 2) он является первым врачом-целителем, получившим от Агурамазды 10 000 целительных трав, растущих вокруг белого Хаомы (Сомы), дерева бессмертия. Таким образом, связь Триты с Сомой восходит уже к индоиранскому периоду.
Другая сторона деятельности Триты — истребление трёхголового демона с тремя ртами и 6-ю глазами в Авесте приписывается родственному лицу Траэтаона (авест. Thraetaona).